# 格蕾丝·奥马利
格蕾丝·奥马利（1530年—1603年），本名格兰·妮瓦莱，在爱尔兰民间故事中一般称为秃头格兰，是爱尔兰16世纪著名的历史人物、爱尔兰历史的著名女杰。
格蕾丝·奥马利是爱尔兰西部乌瓦尔家族领袖，在其父死后继承了他的地位。奥马利的第一任丈夫多纳尔·奥弗莱厄蒂（即“好战者多纳尔”）带给她更大的财富和影响力，据记载拥有上千头牛和马。1593年，她的两个儿子蒂博特·伯克（Tiobóid a Búrc）和默罗·奥弗莱厄蒂（Murchadh Ó Flaithbheartaigh），和她的兄弟多纳尔（Dónal an Phíopa，“管子多纳尔”）被英格兰康诺特总督理查德·宾厄姆爵士俘获，奥马利为说服英格兰人释放他们，亲自航行至英格兰，于格林尼治宫和英女王伊丽莎白一世对峙，成为她一生中最著名的事件。
爱尔兰史料中并没有关于格蕾丝·奥马利的记载，因此世人更多自英语文献中知晓她的生平，尤其是英格兰人以伊丽莎白一世女王名义向她提出的著名“十八问句”。在英格兰官方文件等同类文献中亦有关于她的记载。为她作传的爱尔兰作家安妮·钱伯斯描述道：“奥马利无论在陆地和海洋上都是一位无畏的领袖、政治务实派兼政治家、无情的掠夺者、雇佣兵、反叛者、精明能干的谈判者、保卫家庭和氏族的女族长，母亲神和其先祖战士女王属性的真正继承人。最重要的是，她身为女性打破了常规，因此在历史上扮演着十分独特的角色。”

## 早年生涯
格蕾丝·奥马利出生于1530年前后，当时的英格兰国王亨利八世也是爱尔兰领主，名义上统治爱尔兰岛。在英格兰政府的政策下，爱尔兰的贵族被安置在其封地上充当半自治的统治者。但在格蕾丝的一生中，都铎王室一直都在加紧对爱尔兰的侵略和征服，试图彻底将爱尔兰岛纳入英格兰统治。
格蕾丝的父亲是奥恩·杜夫达拉·奥马利（Eoghan Dubhdara Ó Máille），属于奥马利家族，封地在梅奧郡的克卢湾一带，世代统治乌瓦尔。其封地在今日属于梅奥郡西南部的穆里斯克。奥马利家族名义上效忠伯克家族的麦克威廉·伊奇塔分支（Mac Uilliam Íochtair），是为今日梅奥郡大部分土地的统治者。伯克家族是盎格鲁-诺曼出身，但到格蕾丝出生的时代已经完全爱尔兰化。格蕾丝的母亲玛格丽特也是奥马利家族的成员。格蕾丝有一位同父异母的兄弟多纳尔，尽管当地的传统一般是男子继承爵位，但格蕾丝被父亲视作“家族领地及其航海活动的正统继承者”，从而继承了父亲的爵位。
奥马利家族以航海为生，是康诺特地区众多航海家族之一。为保护其封地，奥马利家族在海岸地区建造了一排面朝大海的城堡。奥马利家族向一切通过其领海的船只收取税金，也包括英格兰的水手。爱尔兰民俗故事称，格蕾丝在年轻时期希望和父亲一同远行至西班牙，因其长发会导致在船只上行动不便，她果断剪掉长发。因此格蕾丝得到了“秃头格兰”的绰号，不过这个绰号也有可能来源于奥马利家族的封地乌瓦尔（Umhall）。
在童年时期，格蕾丝应当住在奥马利家族在贝克莱尔和克莱尔岛的府邸中，不过由于当时爱尔兰贵族盛行将子嗣寄住在他人家庭的习俗，所以格蕾丝也有可能成长于其他的家庭。格蕾丝接受过正式的教育，这可以从她在1593年和伊丽莎白对峙时一口流利的拉丁语中窥得一斑。

## 第一次婚姻

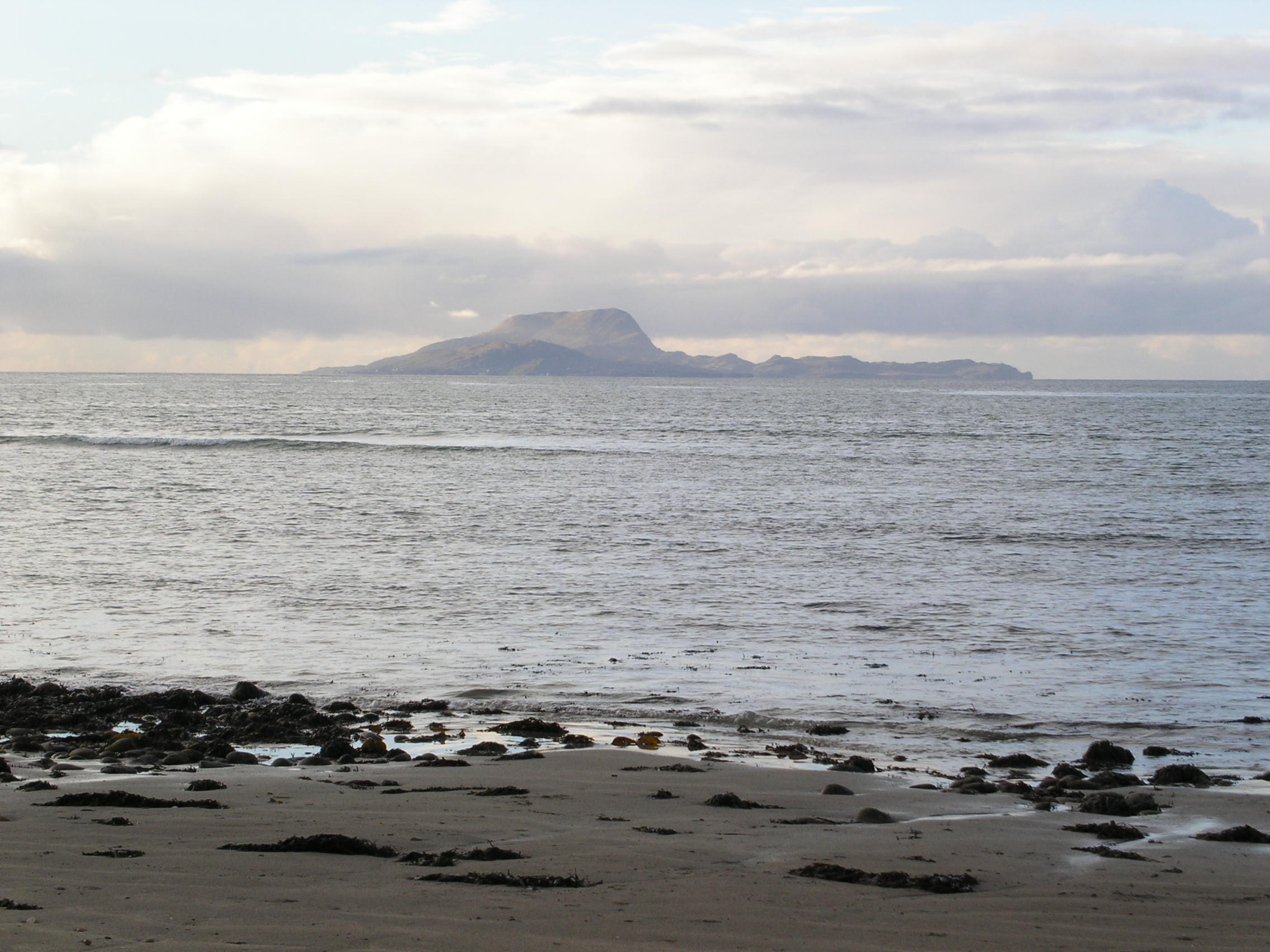
克莱尔岛，曾属于奥马利家族封地

格蕾丝·奥马利在1546年嫁给奥弗莱厄蒂家族的继承人好战者多纳尔（Dónal an Chogaidh Ó Flaithbheartaigh）。这也是一桩在政治层面上绝佳的婚姻。多纳尔·奥弗莱厄蒂希望有朝一日能统治整个西康诺特（Iar Connacht），和今日的康内马拉地区（Connemara）大致重合。
格蕾丝·奥马利为多纳尔诞下三名子女：
- 奥恩[13]：长子，以性格善良宽容著称。英格兰总督理查德·宾厄姆后来将他陷害，奥恩更是因而丧命；宾厄姆的人马占领了奥恩的城堡。
- 梅芙[13]：据称性格同其母十分相似，后来和“魔鬼之钩”理查德·达安结婚。据称格蕾丝同理查德的关系十分密切，多次帮助格蕾丝幸免于难。
- 默罗[13]：十分好战，性格同其父亲相似。经常和姐姐梅芙发生冲突，且常常因格蕾丝的性别，而对格蕾丝的话语置之不理。许多文献称默罗背叛其家庭，在宾厄姆杀害奥恩后加入了宾厄姆的部队。格蕾丝·奥马利得知后发誓余生不再同默罗讲话，不过格蕾丝常常会辱骂默罗。多纳尔死后，格蕾丝离开西康诺特，带着许多奥弗莱厄蒂家族的部下返回了奥马利家族的封地[14]。

1565年，多纳尔在出猎期间遭遇埋伏而身亡。这是由于多纳尔参与了对洛赫湖畔城堡的争夺。格蕾丝随后回到家乡，并在克莱尔岛上建起新的府邸，现在称为秃头格兰城堡。据说格蕾丝当时恋上一位遇难的水手，不过这位水手很快就被巴利沃伊（Ballyvoy）的麦克马洪家族成员杀害。为了报仇，格蕾丝率舰队袭击了麦克马洪家族位于布莱克索德湾（Blacksod Bay）的多纳堡垒，并将凶手杀死。也因此，格蕾丝得到了“多纳黑夫人”的绰号。

## 第二次婚姻

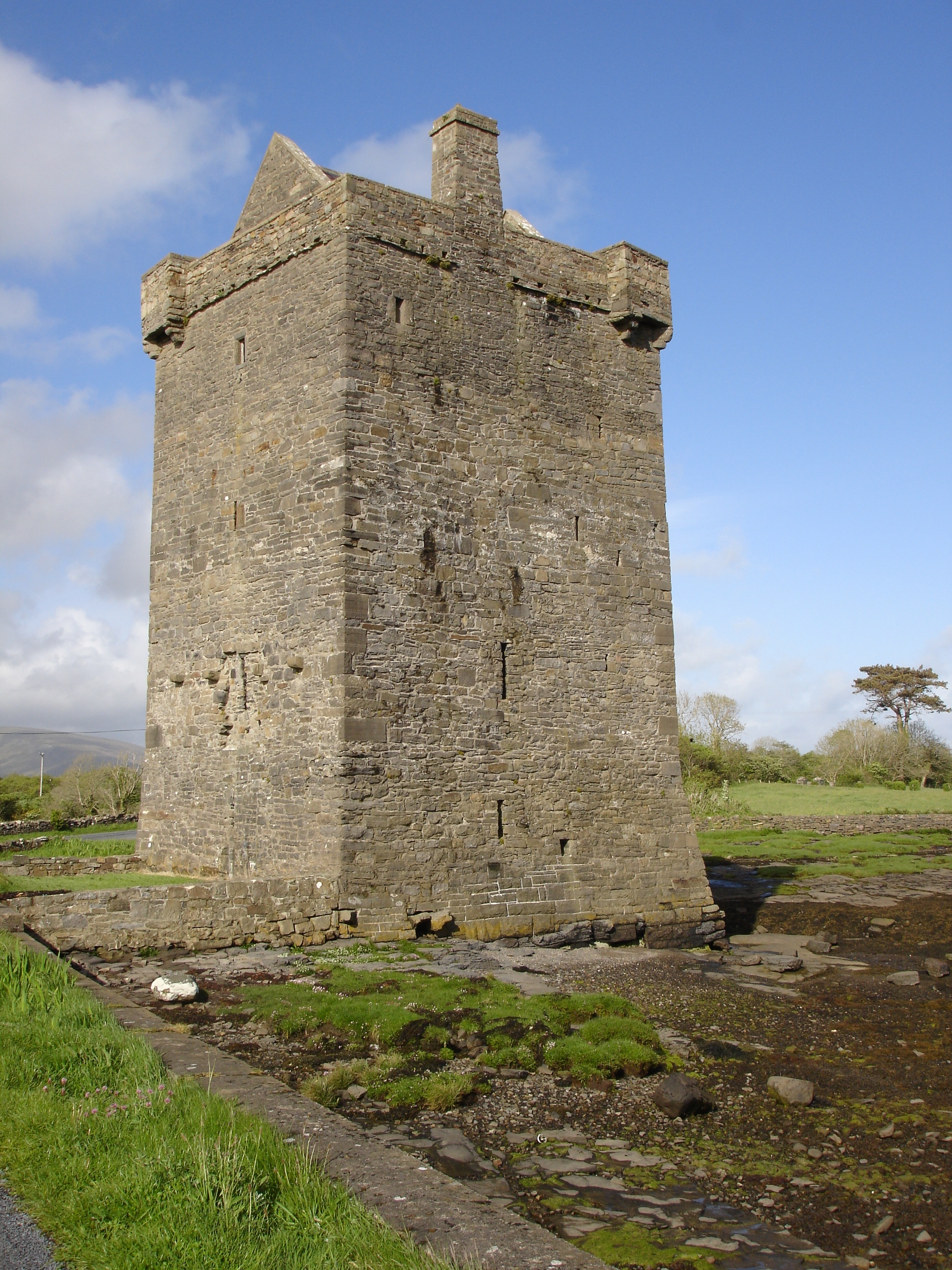
罗克弗利特城堡

1566年，格蕾丝开启了第二段婚姻，丈夫是理查德·伯克（Risdeárd an Iarainn Bourke），这位贵族在其于布里舒尔（Burrishoole）的府邸开了一家铁匠铺，因此绰号是“铁理查德”。他们很快诞下一子蒂博特·伯克（Tibbot ne Long Bourke）。
格蕾丝仍未停止其报复行动，她航向巴利克罗伊，袭击了当地麦克马洪家族的堡垒，并将之占为己有。还有传说指，另一位公爵偷了格蕾丝的财物，然后逃到了修道院中。格蕾丝于是围住修道院，意图逼迫盗贼屈服。不料盗贼掘地道逃走，还逼得修士责骂她伤害寻求庇护的人；格蕾丝的回复并没有记载。
与此同时，格蕾丝在相当长的一段时间里支持爱尔兰的反英力量。格蕾丝去世二十余年后，英格兰的爱尔兰副领主曾回忆起格蕾丝非凡的领导能力，指出她在爱尔兰人之间仍然享有声望。

## 取得自治地位
1576年起，格蕾丝就投降及重新划定土地一事，开始同负责她的领地的英格兰副领主亨利·西德尼谈判。由于从都柏林到罗克弗利特城堡有一个多星期的路程，而格蕾丝又经常活跃于海上，因此英格兰王室难以控制格蕾丝的势力。
1593年，康诺特总督理查德·宾厄姆爵士抗议格蕾丝支援反英势力的行为，称格蕾丝是“当地四十年来一切叛乱的护理人”。宾厄姆的任务正是将其辖地内的地方自治领主纳入完全的统治。
格蕾丝对于反英活动的支持涵盖了爱尔兰岛全境。1579年3月，高威治安官威廉·马丁（William Óge Martyn）曾率军进攻格蕾丝在克莱尔岛的城堡，遭到溃败。

## 同伊丽莎白女王的对峙

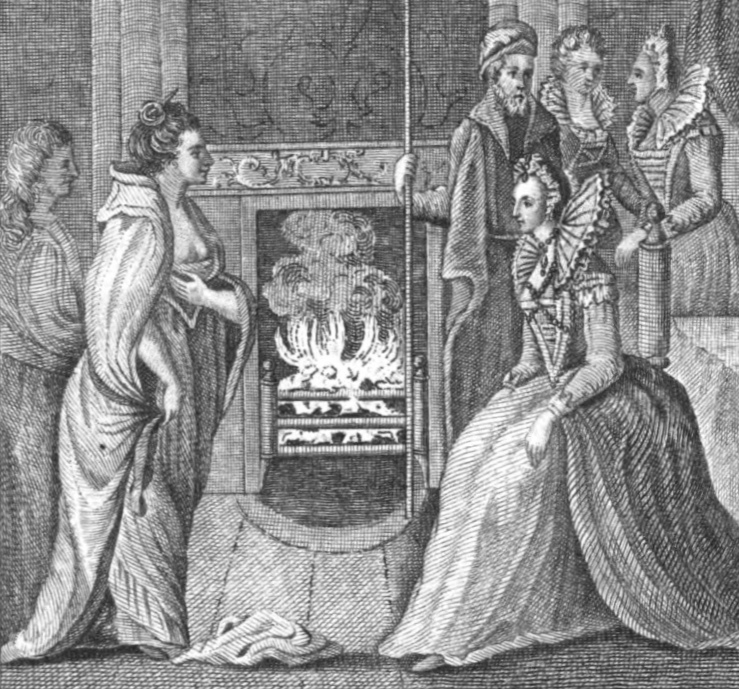
格蕾丝·奥马利同伊丽莎白女王会面

16世纪晚期，英格兰人不断加紧对爱尔兰的侵略，格蕾丝的势力遭到威胁。在1593年，她的两个儿子蒂博特和默罗，和同父异母的兄弟多纳尔被理查德·宾厄姆俘获。为请求英格兰人将他们释放，格蕾丝亲自到伦敦和伊丽莎白一世女王会面。格蕾丝在格林尼治宫和伊丽莎白会面，身着一身华丽的礼服，二人被卫兵围住。会面时，格蕾丝拒绝对伊丽莎白低头躬身，因为她不承认伊丽莎白是“爱尔兰女王”。
有传说称伊丽莎白女王的警卫发现格蕾丝随身带着一把匕首，格蕾丝解释说这是为了保护自己的安全，伊丽莎白接受了这一理由。亦有传说称格蕾丝打了个喷嚏，伊丽莎白给了她一面女贵族的蕾丝边手帕，格蕾丝用手帕擤过鼻涕，竟将它扔到了身旁的壁炉里，令宫廷大为震惊。格蕾丝则解释称，在爱尔兰，用过的手帕是肮脏的，应当丢弃。
她们的讨论是用拉丁语进行的，因为格蕾丝不会说英语，而伊丽莎白一世不会说爱尔兰语。二人交谈许久，终于达成协议。伊丽莎白将宾厄姆革职，而格蕾丝则同意不再支持爱尔兰人的反叛活动。不过，格蕾丝的一些其他要求并没有被满足，如归还宾厄姆从她那里没收的牛群和土地。而且，不久后，伊丽莎白又将宾厄姆送回了爱尔兰。格蕾丝自此明白和伊丽莎白会面是完全是无用功，于是继续支持九年战争期间爱尔兰人的反叛活动。
按照一般的说法，格蕾丝在1603年逝世于罗克弗利特城堡，和伊丽莎白同一年逝世。格蕾丝逝世的时间和地点仍然具有争议。

## 生平记载
爱尔兰历史学家安妮·钱伯斯将格蕾丝·奥马利的生平写成传记《格蕾丝·奥马利：爱尔兰的海盗女王》。在传记中，钱伯斯这样描述格蕾丝·奥马利：
“奥马利无论在陆地和海洋上都是一位无畏的领袖、政治务实派兼政治家、无情的掠夺者、雇佣兵、反叛者、精明能干的谈判者、保卫家庭和氏族的女族长，母亲神和其先祖战士女王属性的真正继承人。最重要的是，她身为女性打破了常规，因此在历史上扮演着十分独特的角色。”
爱尔兰史料中并没有关于格蕾丝·奥马利的记载，因此世人更多自英语文献中知晓她的生平。奥马利家族的家族志一般记载着关于奥马利家族事迹的赞美诗和其他文献记录，但是已经失传。英格兰人以伊丽莎白一世女王名义向她提出的著名“十八问句”是格蕾丝生平事迹的重要来源。在英格兰官方文件等同类文献中亦有关于她的记载，比如在1577年，副领主亨利·西德尼在他给儿子菲利普的信函中这样写道：“有一位特别有名的女船长来见我，名叫格蕾丝·伊马利，她向我效忠，我可以在任何地方指挥她，以及她的三艘桨帆船和两百名战士……”
19世纪30年代至40年代，爱尔兰学者约翰·奥多诺万（John O'Donovan）收集记录了关于格蕾丝的民间故事。1838年，在他的一封书信中，奥多诺万称格蕾丝的事迹“被民间传统，以及曾同认识格蕾丝本人的人们交流过的上一代人最为深刻地铭记着”。
有一则关于格蕾丝的战斗故事这样记载：在格蕾丝率军进攻金图克城堡时，她认为儿子蒂博特试图临阵脱逃，对儿子说道：“你在试图躲进我的屁股里吗，就是你生出来的地方？”（"An ag iarraidh dul i bhfolach ar mo thóin atá tú, an áit a dtáinig tú as?"）。亦有传说记载到她的一句名言：“相比一艘载满黄金的船，我宁愿要一艘满是康罗伊家族和麦卡纳利家族的船。”（"go mb'fhearr léi lán loinge de chlann Chonraoi agus de chlann Mhic an Fhailí ná lán loinge d'ór"）。

## 后世影响
格蕾丝·奥马利因其事迹，而成为后世众多艺术作品的原型人物，并因为其反英立场而被视为爱尔兰的拟人化象征原型。

### 音乐
- 爱尔兰革命者帕特里克·皮尔斯在其创作的革命歌曲中将奥马利作为爱尔兰独立的象征。
- 1985年，爱尔兰唱作人肖恩·戴维（英语：Shaun Davey）根据格蕾丝·奥马利的生平事迹创作了专辑《秃头格兰》（Granuaile），出版于1986年。
- The Indulgers的2000年专辑《In Like Flynn》中有一首题为秃头格兰（Granuaile）的歌曲，以格蕾丝·奥马利的传说为中心[25]。
- 死者能舞的2012年专辑《Anastasis》有一首歌曲题为《女国王归来》（Return of the She-King），灵感来源于格蕾丝·奥马利 [26]。
- Gavin Dunne的专辑《Metal Up》有一首题为《秃头格兰，海盗女王》（Gráinne Mhaol, Queen Of Pirates）的歌曲[27]。
- 加拿大民谣朋克乐团The Dreadnoughts在其专辑《Victory Square》 中有一首题为《格蕾丝·奥马利》（Grace O'Malley）的歌曲[28]。

### 剧作
- Marki Shalloe创作的歌剧《秃头格蕾丝》（Bald Grace）以格蕾丝·奥马利为原型，于2005年在芝加哥首演，2006年在美国历史最悠久的爱尔兰裔剧院亚特兰大盖尔剧院演出[29]。
- 百老汇音乐剧《海盗女王》（The Pirate Queen）展现了格蕾丝·奥马利的生平，2007年于希尔顿剧院首演。Stephanie J. Block扮演奥马利[30]。
- 美国女演员Molly Lyons创作单人秀《最臭名昭著的女子》（A Most Notorious Woman），展现奥马利的生平事迹，并由她自己主演[31]。
- J. Costello，K. Doyle，L. Errity和A.L. Mentxaka在2015年创作的歌剧《格兰》（Gráinne）分六幕展现了奥马利的事迹[32]。

### 电影
- 短电影《格蕾丝·奥马利：一场战争的序幕》（Grace O' Malley: a Prelude to a War）公映于2013年[33]。

### 文学
- 詹姆斯·乔伊斯在其著作《芬尼根的守灵夜》的第一章引用了奥马利的传说。
- 尼尔·斯蒂芬森和尼科尔·加兰德（英语：Nicole Galland）的著作《The Rise and Fall of D.O.D.O.》中，一位主要角色在其书信中提及了奥马利。
- Morgan Llywelyn以奥马利为原型创作了历史虚构小说《格拉妮娅：爱尔兰海的女王》（Grania: She-King of the Irish Seas）。

### 纪念雕像
- 爱尔兰韦斯特波特府邸有一尊格蕾丝·奥马利的雕像。韦斯特波特府邸是格蕾丝后代的住所。
- 美国芝加哥老帕特里克教堂（Old St. Patrick's Church）外有一尊格蕾丝·奥马利的雕像。

### 其他
- 1948年起，爱尔兰灯光委员会已经有三艘以秃头格兰为名的船只[34][35]。
- 在美国佛罗里达州坦帕的加斯帕里利亚海盗节期间，有以格蕾丝·奥马利为原型的船员参与游行[36]。

### 书目
- Chambers, Anne. . Dublin: Wolfhound Press. ISBN 0-86327-913-9.
- Chambers, Anne. . New York: MJF Books. 2003. ISBN 978-1-56731-858-6. (This is a second, American edition of the book above)
- Cook, Judith. . Cork: Mercier Press. 2004. ISBN 1-85635-443-1.
- Druett, Joan. . Simon & Schuster, Inc. 2000. ISBN 0684856905.

## 延伸阅读
- O'Dowd, Mary. . Oxford Dictionary of National Biography. 2008.
- Schwind, Mona L. . Éire-Ireland. 1978, 13: 40–61.